# Still Crazy After All These Years
Still Crazy After All These Years är Paul Simons fjärde soloalbum, utgivet i oktober 1975. Albumet är producerat av Paul Simon och Phil Ramone.
Det är Simons mest jazzinfluerade album, men här finns även inslag av gospel i "Gone at Last" (en duett med Phoebe Snow) och "Silent Eyes". Singeln "Fifty Ways To Leave Your Lover" låg etta i USA i tre veckor och såldes i 1 miljon exemplar. Detta är för övrigt Simons enda singel-etta i USA under solokarriären.
På "My Little Town" återförenades Simon and Garfunkel tillfälligt. Simon skrev ursprungligen låten åt Art Garfunkel för dennes album Breakaway, men låten hamnade till slut på bägges respektive soloalbum som gavs ut 1975. 
Simon erhöll två amerikanska Grammy för albumet. En för "Årets album" och en "Bästa manliga popartists prestation".
Albumet blev, som första och hittills enda album av Simon, etta på Billboardlistan. 
På Englandslistan nådde albumet sjätte plats.

## Låtlista
Samtliga låtar skrivna av Paul Simon.
1. "Still Crazy After All These Years" - 3:25
2. "My Little Town" - 3:52
3. "I Do It for Your Love" - 3:35
4. "50 Ways to Leave Your Lover" - 3:35
5. "Night Game" - 2:47
6. "Gone at Last" - 3:24
7. "Some Folks' Lives Roll Easy" - 3:10
8. "Have a Good Time" - 3:25
9. "You're Kind" - 3:23
10. "Silent Eyes" - 3:57
11. Slip Slidin' Away" (demo)
12. Gone at Last" (demo)

11-12 är bonusspår på den remastrade CD-utgåvan från juli 2004

## Singlar
- "Gone at Last" / "Tenderness" (US #23)
- "50 Ways to Leave Your Lover" / "Some Folks' Lives Roll Easy" (US #1, UK #23)
- "Still Crazy After All These Years" / "I Do It for Your Love" (US #40)
- "My Little Town" (Simon and Garfunkel) (US #9)

## Listplaceringar
| Lista (1975-1976) | Position            |
| ----------------- | ------------------- |
| Finland           | 29                  |
| Japan             | 18 (Oricon)         |
| Kanada            | 8 (RPM)             |
| Nederländerna     | 11                  |
| Norge             | 8 (VG-lista)        |
| Nya Zeeland       | 24                  |
| Storbritannien    | 6 (UK Albums Chart) |
| Sverige           | 9 (Topplistan)      |
| USA               | 1 (Billboard 200)   |